# Beacon frame

802.11 Beacon frame

Beacon frame je jedním z řídících rámců v IEEE 802.11 pro WLAN. Obsahuje všechny informace o síti. Rámce jsou pravidelně vysílány (10× až 100× za sekundu), oznamují přítomnost bezdrátové sítě LAN a jsou přenášeny pomocí přístupového bodu (AP) v infrastruktuře BSS. Vyzývají nové stanice v dosahu ke vstupu do sítě a synchronizují čas.